# سكويتين

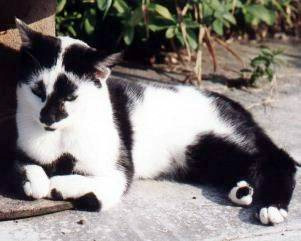
قطة مصابة بالتشوه الوراثي نقص تنسج شعاعي أو عدم تنسج شعاعي أثناء الراحة، وتظهر أطرافها الأمامية ملتوية

القطة القرفصاء هي قطة تعاني من تشوه وراثي يؤدي إلى تكوين جزئي أو غياب كامل لعظم الكعبرة ما يجعلها تشبه السنجاب. يجب أن تبقى هذه القطط في الداخل و أن يراقبها الأطباء البيطريين، حيث أن إدارة الحالة على المدى الطويل أمر ضروري لهؤولاء القطط نادرًا ما يستخدم مصطلح قطة الكنغر ؛ هذا مشتق من عينة عام 1953 المعروفة باسم كانغورو كات

## صفات

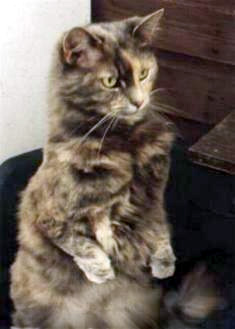
قرفصاء ذو ميليا صغيرة في الساق الأمامية يجلس في وضع مستقيم، ويظهر أطرافه الأمامية قصيرة

يستخدم مصطلح سكويتن عمومًا للإشارة إلى القطط التي تعاني من نقص تنسج شعاعي أو صغر حجم عظام نصف القطر الأمامية والحالات ذات الصلة المعروفة باسم عدم تنسج شعاعي وعدم تكوين شعاعي التي تنتج التقزم الأمامية.

## طالع أيضًا
- الوهم
- مانشكين
- أعنش